# 南川长柄槭
南川长柄槭（学名：Acer longipes var. nanchuanense）为槭树科枫属下的一个变种。

## 扩展阅读
- 維基物種上的相關：南川长柄槭